# Nanotecnologia verde
La nanotecnologia verde consiste nell'impiego delle nanotecnologie per i trattamenti di rimozione di inquinanti o contaminanti in diversi mezzi, come aria, suolo e acqua. 
Le tecnologie tradizionali di risanamento ambientale in alcuni contesti sono troppo costose e poco efficaci perché non riescono a rimuovere completamente i prodotti indesiderati, richiedono grandi quantità di energia, non sono selettive nei confronti dei contaminanti e possono presentare potenziali rischi associati alla formazione di sottoprodotti chimici tossici. In questo campo, le nanotecnologie possono offrire diverse opportunità per lo sviluppo di metodi più efficaci, perché i materiali alla nanoscala possono essere utilizzati in situ e presentano delle proprietà fisico-chimiche uniche, come una forte reattività e una grande capacità di adsorbimento derivanti dall'elevata area superficiale specifica dovuta alle loro piccole dimensioni.

## Nanosensori
I nanosensori vengono spesso definiti come delle strutture atte al monitoraggio che presentano almeno una dimensione al di sotto dei 100 nanometri, ma ciò che distingue realmente questi oggetti è la variazione delle loro proprietà fisico-chimiche rispetto allo stesso materiale in forma bulk. Inoltre, essi presentano l'ovvio vantaggio di avere dimensioni ridotte. I nanosensori hanno applicazioni in molti campi scientifici, tra cui le applicazioni ambientali e di nano-remediation.
La classificazione dei nanosensori può venir eseguita in base alla loro fonte di energia, l'applicazione per cui sono stati pensati o il meccanismo di trasduzione, ovvero la tipologia di segnale che viene rilevato. Secondo quest'ultima classificazione, i nanosensori possono essere elettrochimici, ottici, magnetochimici e meccanici. I requisiti più importanti per un sensore sono una buona sensibilità, l'accuratezza delle informazioni estratte, il numero di cicli di misura eseguibili, un'isteresi ridotta, una buona selettività e stabilità. In questo particolare ambito, si definisce la selettività come la capacità del sensore di discernere tra le diverse specie chimiche presenti e interferenziali tra loro, individuando quella di interesse. Attraverso l'uso della nanotecnologia, si mira a soddisfare tali requisiti.
Per sottolineare l'importanza e la versatilità dei nanosensori, è possibile considerare l'esempio delle nanoparticelle di platino. È stato dimostrato che la funzionalità di tali oggetti può venir influenzata dalla morfologia, dalla distanza del legame interatomico, da forma e qualità della struttura cristallina, dall'orientamento degli assi cristallografici, dalla condizione della superficie e molti altri fattori. Ne consegue che strutture di questo tipo risultano particolarmente adattabili alle esigenze del singolo caso in esame. A livello di materiali utilizzati, vi sono metalli, ossidi metallici, diverse strutture del carbonio, alcuni polimeri e materiali biologici. Lo scopo più importante da raggiungere tramite l'applicazione della nanoscala è la traduzione precisa ed ottimizzata di un'informazione in input in un segnale misurabile in output.

### Rilevamento di gas
I nanosensori risultano degli ottimi candidati per la valutazione dell'inquinamento aereo poiché la loro elevata area superficiale rende possibile la rilevazione dei diversi gas con maggior precisione. Sulla loro superficie sono presenti dei recettori, definiti come la porzione in cui il gas viene identificato. L'interazione tra i due, necessaria all'identificazione, avverrà a livello atomico. I nanosensori risultano avere un tempo di risposta minore rispetto ai sensori in forma bulk grazie alla ridotta distanza da far coprire al segnale.
Tra le tecniche più utilizzate in questo ambito vi sono i nanosensori elettrochimici, che a loro volta possono essere distinti in amperometrici, potenziometrici o conduttimetrici a seconda della particolare grandezza fisica che si va a misurare. Il loro funzionamento si basa sulla traduzione in segnale elettrico dell'informazione data dalla reazione chimica che avviene alla superficie tra elettrolita e nanomateriale. In generale, è possibile affermare che un aumento delle performance, in particolare della selettività, sia dato dall'aumento di area superficiale e del rapporto tra dimensione della particella e lunghezza di Debye. La lunghezza di Debye è definita come la lunghezza in cui la singola nanoparticella che costituisce il materiale bulk nanostrutturato viene privata di elettroni a seguito dell'adsorbimento degli ioni target.
Alcune delle tipologie di gas che vengono rilevati attraverso questi sistemi sono i VOCs (composti organici volatili), benzene, toluene e xilene. In molti casi, la morfologia superficiale del nanosensore può promuovere l'affinità ad un gas piuttosto che ad un altro. Ne consegue la necessità di creare nanosensori specifici con diversa composizione chimica per un rilevamento più performante del singolo prodotto gassoso e il fatto che anche il processo con cui viene prodotto l'oggetto avrà particolare influenza sulle sue performance.
Un esempio di metodo innovativo di applicazione dei nanosensori riguarda la rilevazione di quantità troppo elevate di formaldeide. È noto che essa, a seconda delle diverse tipologie di esposizione, può produrre effetti dannosi sulle persone. La sua concentrazione viene osservata attraverso la misurazione della conducibilità elettrica superficiale dei nanosensori. In presenza di formaldeide, tale conducibilità varia a causa di una reazione redox indotta nell'analita in seguito all'interazione con la superficie dello strumento di misura. Questo sistema permette di darne una valutazione quantitativa.

#### Ossido di zinco (ZnO)
All'interno dei nanosensori elettrochimici, una buona parte è costituita da quelli basati sui semiconduttori. Tra questi, trova ampia applicazione l'ossido di zinco per la sua conducibilità elettrica altamente sensibile alla presenza di gas e alla praticità di realizzazione. Le tecniche di produzione utilizzabili comprendono etching con soluzioni alcaline, deposizione chimica a partire da vapori, deposizione elettrochimica ed elettrofilatura. Altre proprietà che rendono l'ossido di zinco un ottimo candidato per questa applicazione sono la sua stabilità chimica a termica, l'ottima resistenza all'ossidazione e una buona biocompatibilità. Inoltre, sono possibili diverse tipologie di drogaggio per variarne le caratteristiche.
L'ossido di zinco è un semiconduttore che presenta un band gap diretto di 3.37 eV e la sua conducibilità elettrica è principalmente imputata agli atomi di zinco in posizione interstiziale nel suo reticolo cristallino e alle vacanze di ossigeno. Queste ultime fungono da donatori di tipo n e promuovono la conducibilità all'interno del materiale. Nel complesso il semiconduttore viene classificato come appartenente alla tipologia n. Attraverso una misura della variazione di conducibilità o di resistenza dell'ossido dopo l'avvenuta interazione con un gas, è possibile l'identificazione dello stesso. Questo perché il gas può fungere da donatore o accettore di elettroni, interagendo con le vacanze di ossigeno presenti. Tra i gas che possono venir rilevati vi sono l'idruro di zolfo (H2S), l'idrogeno (H2), vari composti organici, l'ozono (O3), l'ammoniaca (NH3) e il biossido di azoto (NO2).
I nanosensori che sfruttano questo materiale hanno trovato la maggior parte delle loro applicazioni sotto forma di nanofili per la loro capacità di rilevamento superiore rispetto ai nanofilm. Questo è dovuto al loro diametro vicino alla lunghezza di Debye, a cui è dovuta la variazione significativa della struttura elettronica del sistema a seguito del chemiadsorbimento del gas sotto analisi.

### Rilevamento di metalli tossici
La possibile realizzazione di strumentazione di monitoraggio portatile è uno dei punti cardine che promuove l'uso di nanosensori per la rilevazione di metalli tossici nell'ambiente. Questa tecnologia viene proposta in sostituzione alle attuali tecniche già esistenti, che hanno diversi svantaggi, tra cui la quantità minima rilevabile e il fatto di poter essere difficilmente effettuate in loco.
Anche in questo frangente, le tecnologie più utilizzate comprendono nanosensori di tipo elettrochimico; in particolare, hanno avuto grande successo i nanotubi di carbonio e le nanoparticelle porose di silice. Altri esempi di materiali con questa applicazione sono le particelle di oro, i nanotubi di carbonio, alcuni polimeri conduttivi e i reticoli metallorganici. L'uso di materiali che presentino un'elevata porosità e area superficiale permette di aumentare il numero di siti attivi che possano formare legami chimici con gli ioni metallici.
Un'ulteriore possibilità è l'uso di quantum dots, che possono ricadere nei sensori elettrochimici oppure ottici a seconda del dispositivo. Essi sono dei cristalli di semiconduttori in forma colloidale composti da combinazioni di elementi del II e VI gruppo della tavola periodica, oppure appartenenti al III e al V o solamente al IV gruppo. Per la specifica individuazione di ioni di metalli pesanti, vengono spesso utilizzati quantum dots a più strati (core-shell) contenti elementi quali zolfo, cadmio, zinco e tellurio.
I quantum dots possono venir utilizzati anche come nanosensori ottici. Qui viene sfruttata la loro fluorescenza e le modifiche al segnale emesso in caso di contatto con ioni di metalli pesanti. Qualsiasi sia la tipologia del segnale emesso, le performance saranno chiaramente dipendenti dalla chimica del quantum dot scelto. È stato provato che le loro performance sono nettamente migliori rispetto ai pigmenti organici usati in precedenza, grazie all'effetto di confinamento quantico, la loro dimensione ridotta e l'elevato spostamento di Stokes evidenziabile negli spettri misurati. Inoltre, la loro selettività rispetto ai diversi ioni può venir implementata aggiungendovi del materiale biologico, ad esempio delle molecole di DNA. Questo avviene perché molti metalli pesanti formano dei complessi con le molecole biologiche, le quali solitamente contengono ossigeno, zolfo e azoto. D'altra parte, questo evidenzia anche il motivo per cui i metalli pesanti vengono ritenuti potenzialmente pericolosi per la salute.

### Bio-sensori e rilevamento di sostanze organiche
I biosensori e i nanosensori atti al rilevamento di sostanze organiche si differenziano poiché i primi impiegano componenti biologiche, quali DNA, enzimi, cellule e molti altri, mentre i secondi sono preposti al rilevamento di sostanze basate su catene carboniose che non necessariamente sono di origine biologica.
I biosensori vengono classificati a seconda del componente biologico utilizzato come recettore e in accordo con la tipologia di segnale registrato. Molti di questi trovano impiego in ambito clinico e biomedico, ma hanno applicazioni rilevanti anche in campo ambientale. Un esempio è la valutazione della presenza di agenti patogeni in acqua. Il principio di funzionamento è lo stesso di tutti gli altri nanosensori, in cui si parte sempre da un'informazione, che viene trasformata in un segnale quantificabile attraverso un trasduttore.  Spesso, i componenti biologici sono associati a nanomateriali ingegnerizzati per aumentare l'efficienza e la selettività del sensore.
Il monitoraggio di sostanze organiche comprende la misura delle concentrazioni di tossine, composti farmaceutici ma anche biologici di vario tipo. Per questo scopo, sono stati ampiamente analizzati i possibili impieghi di nanosensori a base di carbonio. Ad esempio, recentemente è stata provata l'efficacia di nanocompositi basati su nanotubi di carbonio e ossido di grafene ridotto per il monitoraggio di composti organici azotati. Un'importante categoria di sostanze organiche di cui rilevare la presenza sono i composti esplosivi. Essi richiedono che i sensori abbiano un'ottima sensibilità in modo da rilevarne anche le più piccole tracce; l'aumento di sensitività viene dato proprio dall'impiego dei nanomateriali. Un esempio consta in piattaforme meccaniche nanosensoristiche, che si basano sulla flessione di una trave a sbalzo di dimensioni nanometriche a seguito dell'adsorbimento superficiale delle molecole del composto target.

### Vantaggi e svantaggi
L'uso di nanosensoristica in sostituzione alle comuni analisi di laboratorio per il rilevamento di inquinanti permette di abbassare i costi e i tempi complessivi necessari per la misura, ricavare informazioni da campioni di dimensioni ridotte, realizzare strumentistica portatile e ridurre l'utilizzo di reagenti chimici. Tra le ottime proprietà dei nanosensori vi sono un elevato rapporto tra area e volume, un'elevata reattività superficiale, un numero abbondante di funzionalità attive in superficie, una quantità di analita contenuta richiesta per la sua rilevazione e una buona stabilità termica. Inoltre, vengono aumentate le prestazioni del sensore, come la selettività e la sensitività, e di conseguenza si riducono i tempi necessari per l'ottenimento della risposta. I nanosensori possono venir installati in sistemi di tipo “on-line” e permettere una misura in tempo reale in modo continuativo, ad esempio di un corso d'acqua o un flusso d'aria.
Buona parte dei nanosensori utilizzati in campo ambientale possono essere sfruttati anche per effettuare analisi SERS (Surface Enhanced Raman Spettroscopy), la cui sensibilità può arrivare alla singola molecola del composto ricercato. Per l'uso efficace di questa tecnica, sono consigliate nanostrutture metalliche con una ben definita gerarchia. In alternativa, si stanno studiando altre tipologie di substrati nanostrutturati come ossidi metallici semiconduttori.
Una delle problematiche dei nanosensori è che per avere una misura dinamica e rapida, la formazione del legame con l'analita deve essere efficiente, ma lo deve essere altrettanto la sua rottura. Altrimenti, il nanosensore risulta essere monouso. In alcune situazioni, può risultare utile pre-trattare il campione in modo da ridurre la possibile interferenza di altri elementi presenti. Infine, resta ancora aperta la discussione sui possibili rischi ambientali associati al loro utilizzo e alla gestione del loro fine vita.

## Nanoadsorbitori
I nanoadsorbitori sono particelle nanometriche in grado di sequestrare, ed eventualmente degradare, molecole e composti di vario tipo, fra cui inquinanti e contaminanti presenti nel suolo, nell'aria e nell'acqua. La nanoscala migliora la capacità di adsorbimento e la reattività di questi materiali, i quali possono essere un'alternativa valida per affrontare problemi di risanamento ambientale in situ, come il recupero di falde acquifere contaminate, il trattamento di fonti d'acqua superficiali e di acque reflue industriali, la degradazione di inquinanti atmosferici.
Nel caso del trattamento delle acque, rispetto ad altri metodi, i processi di adsorbimento sono i più adatti per la rimozione di sostanze tossiche perché combinano buona efficienza ed economicità. Il carbone attivo, le zeoliti e alcuni polimeri sono esempi di adsorbitori classici finora estensivamente utilizzati, i quali però presentano il problema di un'efficacia di adsorbimento relativamente bassa. Con lo sviluppo delle nanotecnologie, si è visto che i nanoadsorbitori, grazie alla loro elevata area superficiale, mostrano un maggiore efficienza e tassi di adsorbimento più veloci; inoltre, possiedono un'alta selettività anche nei confronti degli inquinanti presenti in basse concentrazioni e possono essere chimicamente funzionalizzati con diversi tipi di trattamento. Per questi motivi, sono considerati dei candidati eccellenti per la rimozione dalle acque di varie sostanze tossiche che causano gravi problemi di salute, soprattutto di quelle che non possono essere totalmente rimosse dai processi tradizionali utilizzati su larga scala, come ioni di metalli pesanti e coloranti.
I nanomateriali più studiati per le applicazioni nell'ambito del risanamento ambientale sono alcuni metalli e ossidi di metalli (come Fe3O4, MnO2, TiO2, ZnO, ecc.), le nanoparticelle basate sul carbonio (nanotubi di carbonio, grafene, fullereni, ecc.) e le nanoparticelle ibride. Recentemente, la ricerca si sta concentrando anche su materiali nanocompositi a matrice polimerica e su materiali nanoporosi. Le qualità che le nanoparticelle devono avere per essere considerate adatte e convenienti per l'utilizzo come adsorbitori includono: processi di sintesi semplici ed economici, elevata selettività e affinità verso specifici inquinanti, stabilità termica e chimica in soluzione, facilità di rimozione dalla soluzione dopo l'adsorbimento, possibilità di rigenerazione e riuso, abilità di svolgere altre funzioni oltre all'adsorbimento. Per molti di questi materiali, il passaggio completo dalla scala sperimentale in laboratorio all'effettivo utilizzo pratico su larga scala è tuttora in corso.
I metodi di sintesi di nanoadsorbitori più riportati in letteratura sono la riduzione, la co-precipitazione, il metodo sol-gel e i metodi di iniezione a caldo.
Risulta ancora aperta la questione della potenziale dannosità per la salute umana delle nanoparticelle rilasciate nell'ambiente, perché la separazione e il recupero di tali materiali dall'acqua e dal suolo trattati è tuttora una sfida. Le stesse proprietà nanometriche che risultano eccezionali per l'adsorbimento sono anche quelle che più preoccupano. Infatti, a causa della loro elevata area superficiale, dell'alto rapporto di numero di particelle rispetto alla massa, della migliore reattività chimica e del potenziale per una più facile penetrazione delle cellule dato dalle piccole dimensioni, le nanoparticelle potrebbero essere più tossiche rispetto a particelle più grandi della stessa sostanza.

## Membrane nanofiltranti
Negli anni, i processi di nanofiltrazione e di osmosi inversa hanno trovato un'importanza sempre maggiore nella purificazione di acque non potabili e per il riutilizzo delle acque in molti tipi di industria: dall'agricoltura (prodotti caseari, produzione dello zucchero, olii e grassi) all'industria chimica, farmaceutica e petrolchimica, da quella tessile a quella della carta. L'obiettivo che le accomuna è quello di chiudere il ciclo delle acque, garantendo il riutilizzo delle acque di scarto e delle acque municipali, eliminando così gli sprechi: si stima che entro il 2050 il numero di eventi di siccità a livello mondiale crescerà di cinque volte rispetto alla situazione attuale; pertanto, il recupero delle acque avrà un ruolo sempre più essenziale negli anni a venire.
Le membrane nanofiltranti (NF) compongono la quarta classe di membrane pressure-driven, dopo le membrane microfiltranti, ultrafiltranti e per osmosi inversa. La filtrazione delle acque ha come obiettivo quello di eliminare gli inquinanti dissolti e di garantire e modulare una parziale trasmissione di sali. Le membrane a osmosi inversa hanno tassi di rigetto maggiori rispetto alle membrane nanofiltranti e richiedono pressioni più elevate proprio per via della loro bassa permeabilità: ne consegue che gli impianti di filtrazione che sfruttano le membrane ad osmosi inversa necessitano di maggiore energia per operare; pertanto, anche i costi risultano più elevati. Un ulteriore vantaggio nell'utilizzo di membrane nanofiltranti risiede nella possibilità di permettere un passaggio parziale di sali come il carbonato di calcio, che può proteggere le tubazioni metalliche rallentandone i processi corrosivi.
Le membrane NF sono oggi utilizzate principalmente per la rimozione di minerali solvatati, metalli pesanti, solfati, nitrati, fluoruri e per la regolazione della durezza. Inoltre, sono di interesse le rimozioni di molecole organiche come pesticidi, agenti disinfettanti e scarti dell'industria farmaceutica. Per quanto riguarda le membrane nanofiltranti, le acque da purificare devono essere non-salmastre, poiché il tasso di rigetto di queste membrane per ioni sodio e cloro è molto basso.